# Dezerea Bryant
Dezerea Bryant (* 27. April 1993 in Milwaukee) ist eine US-amerikanische Sprinterin, die sich auf den 200-Meter-Lauf spezialisiert hat.

## Sportliche Laufbahn
Erste internationale Erfahrungen sammelte Dezerea Bryant 2010 bei den Juniorenweltmeisterschaften in Moncton, bei denen sie mit der US-amerikanischen 4-mal-100-Meter-Staffel in 43,44 s die Goldmedaille gewann. Zwei Jahre später verteidigte sie bei den Juniorenweltmeisterschaften in Barcelona mit der Staffel in 43,89 s ihren Titel und gewann im 200-Meter-Lauf in 23,15 s die Bronzemedaille und schied über 100 Meter mit 11,77 s im Halbfinale aus. 2015 nahm sie erstmals an den NACAC-Meisterschaften in San José, Costa Rica teil und siegte dort in 42,24 s mit der Staffel und gewann über 200 Meter in 22,58 s die Bronzemedaille hinter ihrer Landsfrau Kyra Jefferson und Semoy Hackett aus Trinidad und Tobago. Bei den IAAF World Relays 2017 auf den Bahamas belegte sie mit der 4-mal-200-Meter-Staffel in 1:30,87 min den dritten Platz hinter den Teams aus Jamaika und Deutschland. Im Jahr darauf siegte sie bei den NACAC-Meisterschaften in Toronto in 42,50 s erneut mit der Staffel und belegte im 100-Meter-Lauf in 11,17 s den vierten Platz. Bei den IAAF World Relays 2019 in Yokohama siegte sie in 43,27 s in der 4-mal-100-Meter-Staffel und qualifizierte sich über 200 Meter für die Weltmeisterschaften in Doha, bei denen sie in 22,63 s im Finale den fünften Platz belegte. Zudem gewann sie mit der Staffel in 42,10 s die Bronzemedaille hinter Jamaika und dem Vereinigten Königreich.
2019 wurde Bryant US-amerikanische Meisterin im 200-Meter-Lauf. Sie studierte an der University of Kentucky in Lexington und wurde 2015 US-Collegemeisterin über 200 Meter.

## Persönliche Bestzeiten
- 100 Meter: 10,99 s (+1,8 m/s), 21. Juni 2018 in Des Moines
  - 60 Meter (Halle): 7,11 s, 5. März 2017 in Albuquerque
- 200 Meter: 22,18 s (+1,9 m/s), 13. Juni 2015 in Eugene
  - 200 Meter (Halle): 22,69 s, 14. März 2014 in Albuquerque
  - 300 Meter (Halle): 36,70 s, 12. Dezember 2014 in Bloomington